# Polární den

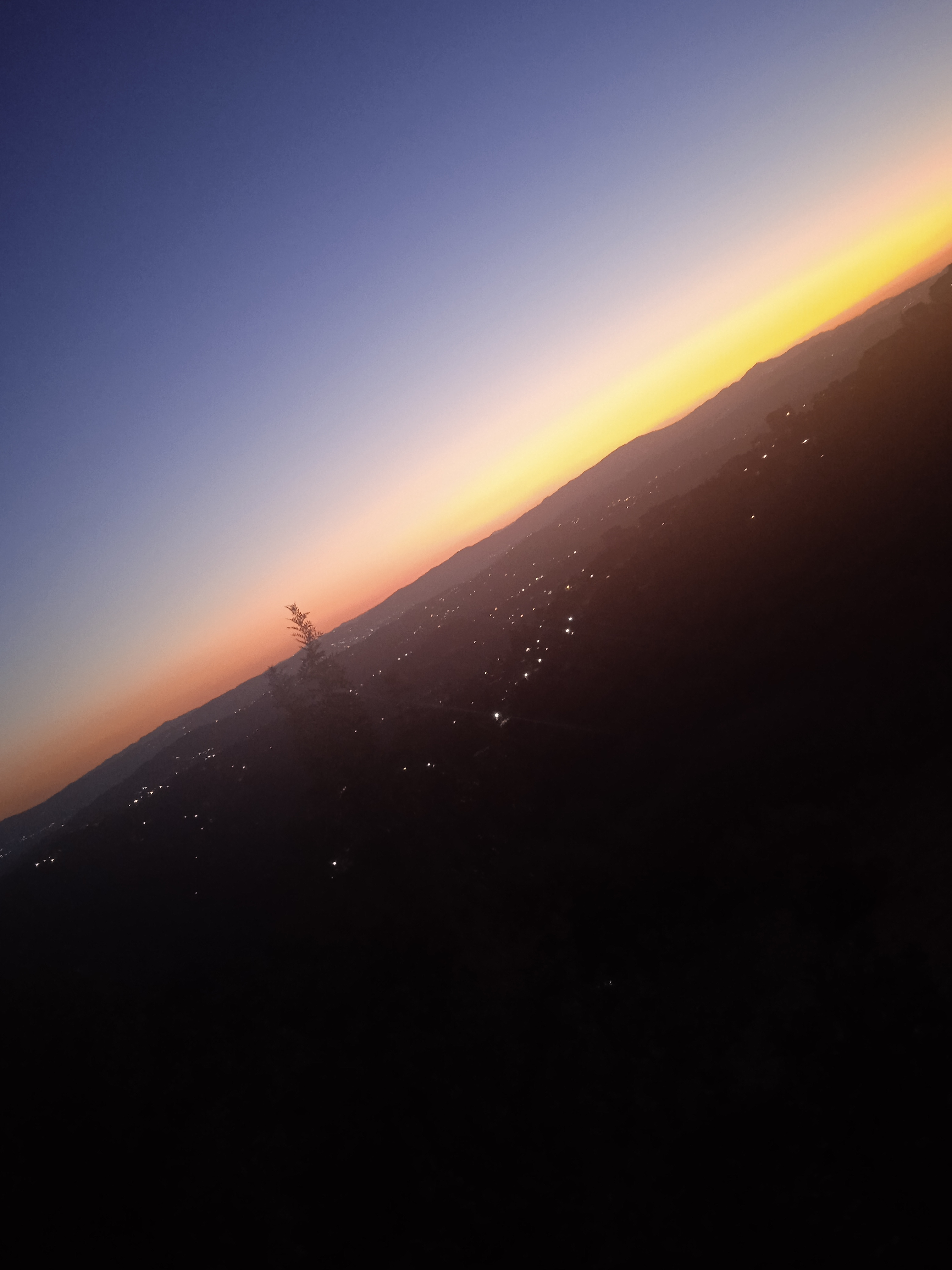
Během polárního dne muže slunce být za obzorem, ale stále být vidět jeho světlo.

Polární den se nazývá jev, který nastává za hranicí polárního kruhu, kdy po dobu nejméně jednoho dne Slunce nezajde (nezapadne) pod obzor a nenastane noc bez slunečního světla. Opakem polárního dne je polární noc, kdy naopak Slunce nevystoupí nad horizont. Období, kdy nastává polární noc, a období výskytu polárního dne se symetricky střídají s periodou půl roku.

## Délka polárního dne
Počet dnů, po které nastává polární den, závisí na zeměpisné šířce. Na hranici polárního kruhu dochází během roku jen k jednomu polárnímu dni (celkem trvá 20 hodin, 4 hodiny příšeří vlivem vodorovného směru slunečních paprsků se zemským povrchem) a to během letního červnového slunovratu na severní polokouli (obratník Raka) a prosincovému slunovratu na polokouli jižní (obratník Kozoroha). Čím je pozorovatel severněji nebo jižněji od polárního kruhu, blíže k pólu, tím je polární den delší.
V oblasti pólů je pak Slunce 179 dnů zcela nad horizontem, a 7 dní částečně nad horizontem. Slunce v těchto dnech nezapadá, jedná se tedy o polární den a pak následně půl roku nevychází (polární noc). V den slunovratu dojde vždy v oblastech jednoho z polárních kruhů minimálně k jednomu polárnímu dni a analogicky v místech polárního kruhu opačného pólu k polární noci.

## Pozorování
Na norském Nordkinnu, jako nejsevernějším místě kontinentální Evropy je možno polární den pozorovat od 14. května do 29. července a na Špicberkách od 20. dubna do 22. srpna .

## Vliv celodenního světla
Době s trvalým slunečním svitem během celého dne se přizpůsobuje i život v těchto oblastech a to jak život fauny tak i flóry. Absence přirozené noční tmy nemá tolik nepříznivý vliv na psychiku lidí jako absence slunečního světla za polární noci.